# Olivier Mazel
Pour les articles homonymes, voir Mazel.
Olivier Charles Armand Adrien Mazel (16 septembre 1858-10 mars 1940) est un général français de la Première Guerre mondiale.

## Éléments biographiques
Élève à Saint-Cyr de 1876 à 1878, il opte pour l'arme de la cavalerie. Colonel en 1905, il commande l'école d'application de Saumur d'août 1905 à juin 1910. Promu général de brigade le 15 mars 1910, il prend en charge tour à tour la 2e brigade de chasseurs (1910-1911), la 77e brigade d'infanterie (1911-1912), la brigade de cavalerie du 8e corps d'armée (1912-1913), puis la 14e brigade de dragons (1913-1914). Il passe à la tête de la 66e division d'infanterie de réserve le 27 août 1914.
Promu général de division le 27 octobre 1914, il prend le lendemain le commandement de la 1re division de cavalerie. Le 10 février 1915, il accède à celui du 38e corps d'armée.
Du 25 au 31 mars 1916, il assure l'intérim du commandement de la Ire Armée. Il demeure ensuite à la tête de la Ve Armée jusqu'au 22 mai 1917. Évincé après la tragédie du Chemin des Dames, dont il est tenu pour l'un des principaux responsables avec Nivelle et Mangin, il assume ensuite, après quelques mois de purgatoire, des responsabilités territoriales en officiant à la tête de la 4e Région militaire du 26 janvier 1918 au 10 mai 1919. Il passe dans la section de réserve en septembre 1920.

## Décorations

### Décorations françaises
- Commandeur de la Légion d'honneur (13 juillet 1915) ; officier (12 juillet 1911) ; chevalier (11 juillet 1898)

### Décorations étrangères
- Ordre du Bain (Royaume-Uni)
- Army Distinguished Service Medal (États-Unis)

## Sources externes
- Dossier de Légion d'honneur du général Mazel.
- « Généraux de division ayant servi au cours de la Première Guerre mondiale »(Archive.org • Wikiwix • Archive.is • Google • Que faire ?) (consulté le 24 août 2014)